# Wyvern

Wappen der Baronets Arbuthnot in Edinburgh

Wappen des Fußballvereins Leyton Orient

Wyvern (/ˈwaɪvərn/, /ˈwɪvərn/, seltener auch Wivern) ist im englischen Sprachraum die Bezeichnung für einen Darstellungstyp heraldischer Drachen.
Im Unterschied zu anderen Drachen in der Heraldik verfügen Wyvern über zwei Beine, Flügel und ein schlangenartiges Hinterteil, das mit Stacheln versehen ist. Im übertragenen Sinn wird das Wort für jede bildliche oder figürliche Abbildung von Drachen verwendet, die dem heraldischen Drachen nachempfunden ist. Mithin werden Wyvern trotzdem zu den Drachen gezählt und nur auf Grund der Heraldik differenziert.

## Etymologie
Das Wort Wyvern ist seit dem 17. Jahrhundert mit der Bedeutung „Zweifüßiger Drache mit Flügeln“ nachgewiesen, es entstammt dem mittelenglischen wyvere, wyver (13. Jahrhundert), das selbst von dem altfranzösischen wivre (französisch guivre und vouivre) abgeleitet ist. Das altfranzösische Wort stammt vom lateinischen vipera (Viper) ab. Das „V“ hat sich durch den altniederfränkischen Einfluss auf altfranzösisch zu „W“ entwickelt (→ althochdeutsch wipera).

## Darstellung in moderner Fantasy
Darüber hinaus wird Wyvern als Gattungs- oder Artname für Drachen in Fantasyliteratur und -filmen sowie in Computer- und Pen-&-Paper-Rollenspielen genutzt. Wenn Autoren eine Abgrenzung zu intelligenten und/oder magiebegabten Drachenwesen wünschen, werden Wyverns im Gegensatz zu Drachen oft als Tiere beschrieben, die nicht intelligent und kleiner sind. Ihnen fehlen dann beispielsweise drachentypische Attribute wie Flugfähigkeit oder Feuerspeien, hingegen wird ihnen gelegentlich ein gefährlicher Schwanzstachel zugeschrieben. Details in Aussehen und Verhalten variieren je nach Fantasy-Autor beziehungsweise -Spiel.
siehe auch: Lindwurm, Tatzelwurm